# Me Rayeuk
Me Rayeuk is een bestuurslaag in het regentschap Bireuen van de provincie Atjeh, Indonesië. Me Rayeuk telt 509 inwoners (volkstelling 2010).